# Lenka Kunčíková
Lenka Kunčíková (* 29. Juli 1995 in Nový Jičín) ist eine ehemalige tschechische Tennisspielerin.

## Karriere
Kunčíková begann im Alter von fünf Jahren mit dem Tennissport und bevorzugt den Hartplatz. Sie spielte vorrangig auf Turnieren des ITF Women’s Circuit, bei denen sie einen Titel im Einzel und 13 im Doppel gewinnen konnte.
Ihr erstes Turnier als Profi spielte sie im Mai 2011 in Přerov, wo sie bereits in der ersten Runde ausschied. Im Oktober desselben Jahres gelang ihr beim Turnier in Dubrovnik der erste Sieg. 2014 erreichte sie beim Turnier in Ostrava ihr erstes Einzelfinale, in dem sie der Kroatin Jana Fett mit 4:6 und 3:6 unterlag. Ihren ersten Titel feierte sie dann drei Wochen später beim Turnier in Hluboká nad Vltavou, wo sie im Finale ihre Landsfrau Jesika Malečková in zwei Sätzen mit 6:4 und 6:3 bezwang. Im Einzel bestritt sie bislang noch kein Turnier auf der WTA Tour.
Größere Erfolge feierte Kunčíková im Doppel. Sie gewann 2013 den ersten Titel zusammen mit Karolína Stuchlá in Bad Waltersdorf. Ihre bislang größten Erfolge feierte sie 2015 mit dem Gewinn der beiden $50.000-Turniere in Nantes und Olmütz, beide ebenfalls mit Doppelpartnerin Stuchlá, mit der sie zwölf ihrer bislang 13 Titel gewann. Auf der WTA Tour erhielten die beiden 2015 für den Nürnberger Versicherungscup, die BGL BNP Paribas Luxembourg Open und das WTA Challenger in Limoges jeweils eine Wildcard. 2016 gingen die beiden bei den BMW Malaysian Open 2016 an den Start, schieden jedoch bereits in Runde eins mit 4:6 und 2:6 gegen Varatchaya Wongteanchai und Yang Zhaoxuan aus.
In der deutschen Tennis-Bundesliga spielte Kunčíková 2015 für den Erstligisten TC 1899 Blau-Weiss Berlin.
Im Juli 2017 spielte sie ihr letztes Profiturnier in Prag, seit Juli 2018 wird sie nicht mehr in den Weltranglisten geführt.

## Turniersiege

### Einzel
| Nr. | Datum              | Turnier             | Kategorie   | Belag | Finalgegnerin    | Ergebnis |
| --- | ------------------ | ------------------- | ----------- | ----- | ---------------- | -------- |
| 1.  | 20. September 2014 | Hluboká nad Vltavou | ITF $10.000 | Sand  | Jesika Malečková | 6:4, 6:3 |

### Doppel
| Nr. | Datum              | Turnier         | Kategorie   | Belag             | Partnerin        | Finalgegnerinnen                         | Ergebnis          |
| --- | ------------------ | --------------- | ----------- | ----------------- | ---------------- | ---------------------------------------- | ----------------- |
| 1.  | 26. Juli 2013      | Bad Waltersdorf | ITF $10.000 | Sand              | Karolína Stuchlá | Adrijana Lekaj Karla Popovic             | 6:4, 7:66         |
| 2.  | 23. August 2013    | Prag            | ITF $10.000 | Sand              | Karolína Stuchlá | Kristýna Hrabalová Marie Mayerová        | 6:3, 7:5          |
| 3.  | 23. Mai 2014       | Velenje         | ITF $10.000 | Sand              | Karolína Stuchlá | Martina Kubičíková Tereza Máliková       | 7:5, 6:1          |
| 4.  | 6. Juni 2014       | Bol             | ITF $10.000 | Sand              | Karolína Stuchlá | Olha Jantschuk Christina Shakovets       | 0:6, 6:1, [10:8]  |
| 5.  | 13. Juni 2014      | Bol             | ITF $10.000 | Sand              | Karolína Stuchlá | Samantha Harris Sally Peers              | 6:0, 6:4          |
| 6.  | 29. August 2014    | Ostrava         | ITF $10.000 | Sand              | Karolína Stuchlá | Maryna Kolb Nadija Kolb                  | 4:6, 6:2, [10:7]  |
| 7.  | 10. Oktober 2014   | Albena          | ITF $10.000 | Sand              | Karolína Stuchlá | Julia Helbet Isabella Schinikowa         | 6:2, 6:4          |
| 8.  | 17. Januar 2015    | Stammheim       | ITF $10.000 | Hartplatz (Halle) | Karolína Stuchlá | Martina Borecká Jesika Malečková         | 6:2, 6:3          |
| 9.  | 18. Juli 2015      | Olmütz          | ITF $50.000 | Sand              | Karolína Stuchlá | Cindy Burger Kateřina Vaňková            | 1:6, 6:4, [12:10] |
| 10. | 19. September 2015 | Bol             | ITF $10.000 | Sand              | Julia Wachaczyk  | Karin Kennel Iva Primorac                | 6:3, 4:6, [10:6]  |
| 11. | 16. Oktober 2015   | Albena          | ITF $10.000 | Sand              | Karolína Stuchlá | Gabriela Pantůčková Magdaléna Pantůčková | 6:1, 6:3          |
| 12. | 8. November 2015   | Nantes          | ITF $50.000 | Hartplatz (Halle) | Karolína Stuchlá | Kateřina Siniaková Renata Voráčová       | 6:4, 6:2          |
| 13. | 31. Januar 2016    | Sunrise         | ITF $25.000 | Sand              | Karolína Stuchlá | Kateřina Kramperová Jesika Malečková     | 6:1, 7:66         |